# ±ふぃに
±ふぃに（ぷらふぃに）は、声優の三瓶由布子と小清水亜美によるユニット。

## メンバー
- 三瓶由布子（愛称：ゆうゆ[1]）
- 小清水亜美（愛称：あみっけ）

共に結成時はぷろだくしょんバオバブの所属となっていたが、2011年10月よりアクセルワンに移籍した。また、両者ともプリキュアシリーズで各作品の主人公役（三瓶・・・Yes!プリキュア5の夢原のぞみ/キュアドリーム、小清水・・・スイートプリキュア♪の北条響/キュアメロディ）を演じていたほか、『映画 プリキュアオールスターズDX3 未来にとどけ! 世界をつなぐ☆虹色の花』ではピンクチームとして共演した。

## 概要
2人は元々劇団若草の出身であり、声優としての活動を開始する以前の12歳から交友関係があった。声優としてデビューした後も、ラジオやイベント等で揃い踏みすることが多く、共同での活動を「THE・SOU（ざっそう）」と称していた。
「THE・SOU」はあくまで自称に過ぎなかったが、2009年12月より正式にユニットを結成することとなり、この際に名称が両名の話し合いで±（プラスマイナス）と無限大（インフィニティ）を略して「±（ぷら）ふぃに」に改められた。
「企画創作ユニット」を自称しており、「キラッってしたい!」をテーマに、低予算の中での様々な活動を目指すとのこと。

## キラッ(∞)ってしたいの!
概ね2週間に1度、youtubeにて行われている動画配信。第24回をもって一旦更新休止となった。

### コーナー
漢字を感じてごらん
提示された漢字の単語に対し、小清水が回答する。後に「目指せ世界進出! GLOBAL」として「中国語」「イタリア語」といった外国語の単語に対し、小清水が読みと意味を答えるようになった。
OL給湯室
第14回からのレギュラーコーナー。給湯室で2人がOLになりきって、刺のあるギスギスした掛け合いを繰り広げる。ゲストが来た際には、一緒に参加する。
劇団ぷらふぃに
ゲストを含めた劇団を呈としたメンバーで即興芝居を行う。他のメンバーには分かるが本人には分からない形でNGワードが指定されており、それを言ってしまうと罰として早口言葉を言わされる。
※他にも流動的なコーナーが多数存在。

### ゲスト
- 宮下栄治：第10回
- 水沢史絵：第16回
- 真堂圭：第20回～23回 ※第21・22回以降は「OL給湯室」のみに出演。
- 立花慎之介：第20・22・23回 ※第22回は「OL給湯室」のみに出演。

## ディスコグラフィー

### アルバム
| 枚 | 発売日        | タイトル     |
| -- | ------------- | ------------ |
| 1  | 2010年6月16日 | こくしむそう |

### DVD
| 枚 | 発売日        | タイトル                          |
| -- | ------------- | --------------------------------- |
| 1  | 2010年7月21日 | キラッ(∞)ってしたいの! 〜無限代〜 |
| 1  | 2011年1月19日 | キラッ(∞)ってしたいの! 〜第二段〜 |